# Екстенсів (стадіон, Крайова)
«Стадіонул Екстенсів» (рум. Stadionul Extensiv) — багатофункціональний стадіон у місті Крайова, Румунія, домашня арена ФК «КС Університатя».
Стадіон побудований та відкритий у 1949 році. З часу відкриття був домашньою ареною однойменного футбольного клубу, після ліквідації якого у 2004 році занепав та не експлуатувався. На полі росли кущі, трибуни піддавалися природній корозії, а глядацькі крісла руйнувалися вандалами. У 2008 році за сприяння ФК «Університатя» здійснено капітальну реконструкцію арени, після чого клуб до своєї ліквідації у 2014 році приймав тут домашні матчі. З 2013 року стадіон став домашньою ареною новоствореного ФК «КС Університатя». У 2015 році арена реконструйована та розширена, в результаті чого відновлено потужність 7 000 глядачів.